# Huisberden

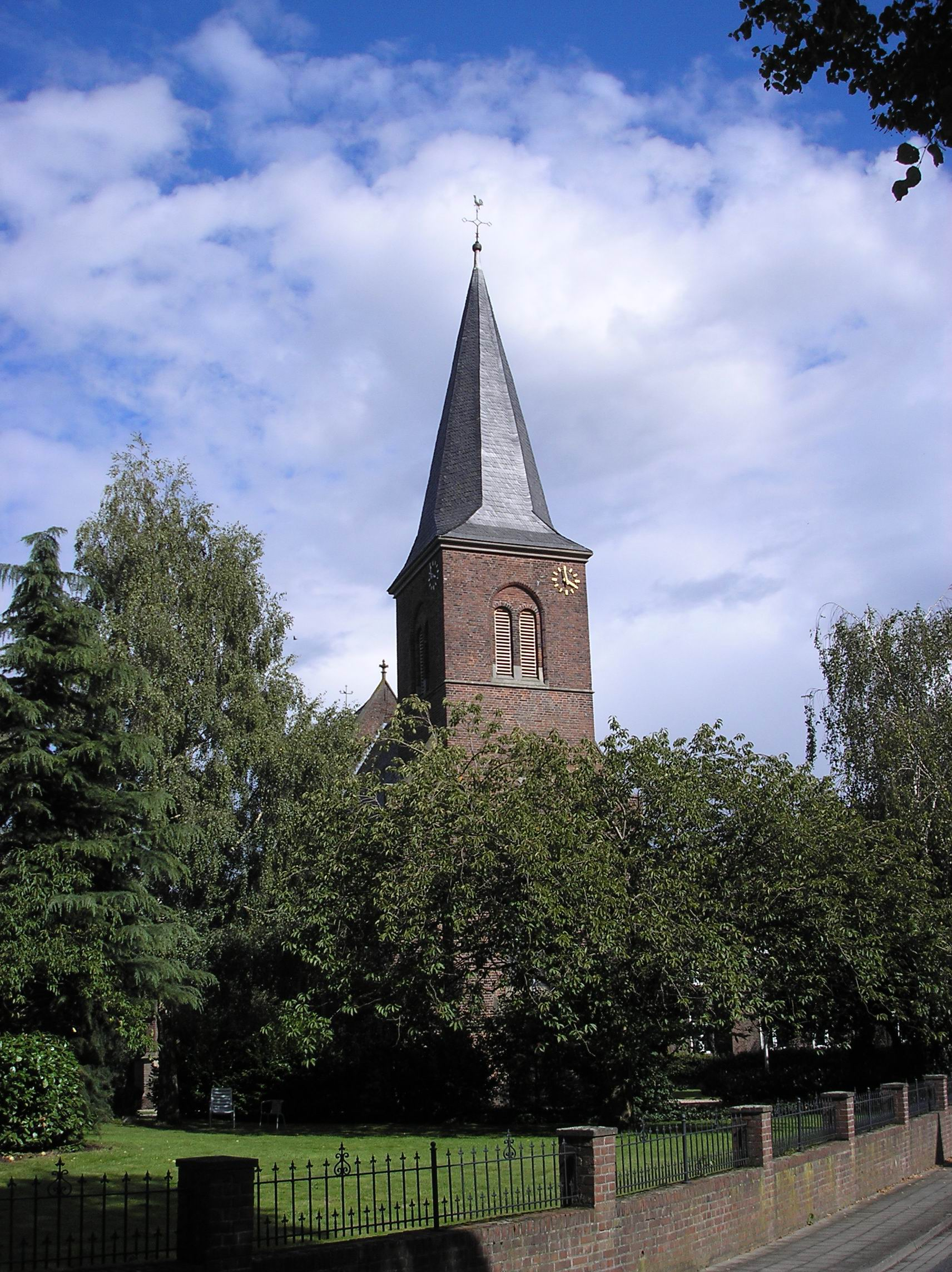
Kirche von Huisberden

Huisberden ist ein Ortsteil der Gemeinde Bedburg-Hau im Kreis Kleve.
Huisberden wird 1265 erstmals erwähnt und war im Mittelalter Besitz des französischen Klosters Corbie. 1395 wurde Huisberden an die Grafen von Kleve verkauft. Die Pfarrkirche St. Petrus wird 1307 erstmals erwähnt, stammt aber schon aus dem 11. Jahrhundert. Bei Huisberden stand die Wasserburg Eyl, von der Reste der Vorburg und das Grabensystem erhalten sind. Huisberden gehörte zum Amt Kleverhamm.
Am 1. Juli 1969 wurde Huisberden in die neue Gemeinde Bedburg-Hau eingegliedert.

## Wappen
| Wappen der früheren Gemeinde Huisberden | Blasonierung: „In Grün zwischen zwei silbernen (weißen) Wellenbalken ein silbernes (weißes) niederrheinisches Bauernhaus (Hof Weylhusen) mit goldenem (gelbem) Dach. Im Schildhaupt zwei gekreuzte goldene (gelbe) Schlüssel (Petrischlüssel), die Bärte nach außen gerichtet.“ |
| Wappen der früheren Gemeinde Huisberden | Wappenbegründung: Das Wappen wurde 2000 vom Kreis Kleve verliehen. Es zeigt den Hof Weylhusen bei dem Ritter Elbert van Eyl eine Wasserburg (Haus Eyl) anlegte, die er 1341 dem Grafen von Kleve offen zu halten gelobte. Die Petrischlüssel stehen für die Niederlassung des Benediktinerklosters Corbie in der Picardie auf der Huisward (Hausinsel), welche dem heiligen Petrus geweiht war. Die Wellenbalken symbolisieren des Lage des Ortes zwischen Kellener Altrhein und Kalflack. |